# Deportering av albaner
Deportering av albaner, en promemoria som blivit ett viktigt historiskt och politiskt dokument, skrevs den 7 mars 1936 av Vaso Čubrilović. I promemorian presenteras en plan för massdeportering av kosovoalbaner till Albanien och Turkiet. Čubrilović presenterade först idén för en serbisk förening, planen skickades vidare till den serbiska regeringen som en hemligstämplad rapport med titeln Deportering av albaner.